# Cyclosa oseret
Cyclosa oseret Levi, 1999 è un ragno appartenente alla famiglia Araneidae.

## Etimologia
Il nome della specie è riferito alla prima parte della città brasiliana di Teresópolis, nel cui territorio sono stati rinvenuti gli esemplari, scritta al contrario (Tereso- = oseret)

## Caratteristiche
L'olotipo femminile ha dimensioni: cefalotorace lungo 1,53mm, largo 1,04mm; opistosoma lungo 2,57mm.

## Distribuzione
La specie è stata reperita nel Brasile: nei dintorni di Teresópolis, città appartenente allo Stato di Rio de Janeiro.

## Tassonomia
Al 2013 non sono note sottospecie e dal 1999 non sono stati esaminati nuovi esemplari.